# Takao Ōishi
Takao Ōishi (jap. 大石 隆夫 Ōishi Takao; ur. 25 maja 1964) – japoński piłkarz występujący na pozycji pomocnika.

## Kariera klubowa
Od 1987 do 1995 roku występował w klubie Júbilo Iwata.